# Plone
Plone es un sistema de gestión de contenidos que puede utilizarse para construir cualquier tipo de sitio web como portales, sitios webs corporativos, sitios web externos o internos, sitios de publicación de noticias, incluyendo blogs, tiendas en línea (E-commerce), como repositorio de documentos y herramienta colaborativa.
Plone es un desarrollo basado en código abierto publicado bajo la GNU General Public License (GPL), basado en Zope y programado en Python. Los principales desarrollos son conducidos periódicamente durante reuniones especiales llamadas Plone Sprints. Adicionalmente está diseñado para extender sus funcionalidades por defecto por medio de módulos adicionales llamados Products. Plone también tiene respaldo legal del Consejo de la Software Freedom Law Center. Los puntos fuertes de Plone son sus flujo de trabajo flexibles y adaptables, seguridad, extensibilidad, facilidad de uso y flexibilidad.
Según estudio efectuado por Real Story Group llamado 2012 Content Technology Vendor Map  clasifican a Plone como un Document & Records Management, Sistema de gestión de contenidos y Gestión del conocimiento (Web Content & Experience Management), Software colaborativo y Software social (Collaboration & Social Software). Aparte de este estudio, existen publicaciones donde se ha analizado sus capacidades como Sistema de Gestión de Conocimiento.
Debido a la su capacidad de extender su funcionalidad por defecto basado en Productos, existe experiencias realizadas por proveedores de servicios de Plone donde frecuentemente han utilizado a Plone como CRM, como un software GIS para  cartografía en entornos web, entre otros usos, aun cuando Plone no fue diseñado como tal para estas funcionalidades.

## Historia
El proyecto Plone comenzó en 1999 por Alan Runyan, Alexander Limi, y Vidar Andersen. Se hizo como una capa de usabilidad en la parte superior del Zope Content Management Framework. La primera versión (Plone 1.0) fue lanzada en 2001. El proyecto se convirtió rápidamente en una comunidad, recibiendo un montón de nuevos productos complementarios de sus usuarios. El aumento de la comunidad condujo a la creación de la conferencia anual de Plone en 2003, que todavía se sigue realizando en la actualidad. Además, se llevan a cabo los llamados "Sprints", donde grupos de desarrolladores se reúnen para trabajar en Plone, que van desde un par de días a una semana.
En marzo de 2004, Plone 2.0 fue lanzado. Esta versión trajo más características personalizables a Plone, y ampliado las funciones add-on. En mayo de 2004, la Fundación Plone fue creada. El 12 de marzo de 2007, Plone 3 fue lanzado. Hasta septiembre de 2007, ha habido más de 200 desarrolladores que contribuyen al código fuente de Plone alrededor del mundo.
Esta nueva versión trajo la edición en línea, el editor mejorado visual, y fortalecimiento de la seguridad, entre muchas otras mejoras. En septiembre de 2010 fue lanzado Plone 4. Plone ganó dos el reconocimiento del Packt Open Source CMS Awards.

### Histórico de publicaciones
Las versiones estable de Plone están disponibles en https://plone.org/download/releases
| Versión estable | Fecha ISO  | Aproximadamente diferencia en meses | Notas                                              |
| --------------- | ---------- | ----------------------------------- | -------------------------------------------------- |
| 0.1             | 1999       | -                                   | Inicio del proyecto Plone                          |
| 1.0             | 2003-02-06 | -                                   | Primera versión estable                            |
| 2.0             | 2004-03-23 | 13                                  |                                                    |
| 2.1             | 2005-09-06 | 18                                  |                                                    |
| 2.5             | 2006-09-19 | 12                                  |                                                    |
| 3.0             | 2007-08-21 | 11                                  |                                                    |
| 3.1             | 2008-05-02 | 8                                   |                                                    |
| 3.2             | 2009-02-07 | 9                                   |                                                    |
| 3.3             | 2009-08-19 | 6                                   |                                                    |
| 4.0             | 2010-09-01 | 12                                  |                                                    |
| 4.1             | 2011-08-08 | 11                                  |                                                    |
| 4.2             | 2012-07-05 | 11                                  |                                                    |
| 4.3             | 2013-04-15 | 9                                   |                                                    |
| 5.0             | 2015-09-25 | 29                                  |                                                    |
| 5.1             | 2018-05-01 | 32                                  |                                                    |
| 5.2             | 2019-07-19 | 14                                  | primera versión que soporta Python en su versión 3 |
| 6.0             | 2022-12-12 | 40                                  |                                                    |
| 6.1             | 2025-02-08 | 25                                  |                                                    |

## Fundación Plone
En el 2004 se creó la Fundación Plone con la misión de la fundación es el de proteger y promover Plone. A pesar de que la fundación fue creada para proteger los derechos de propiedad, Plone sigue siendo de código abierto.
Sus objetivos son:
- Ser la propietaria de los códigos fuentes, derechos de autor, marcas registradas y dominios en la Internet de Plone.
- Proporcionar una estructura de toma de decisiones para las actividades esenciales de la comunidad.
- Velar porque, como crece Plone, sigue siendo un campo de juego nivelado.
- Actuar como la voz de Plone para anuncios oficiales, comunicados de prensa y otras comunicaciones.
- Ayude a crear material de promoción, entrevistas, discursos y otras actividades en el mercado Plone.

Está conformada por 7 miembros en la Junta directiva, (eventualmente) 7 miembros asesores y posee más de 120 miembros.

## Características
Esta son algunas características disponibles en Plone 4:
- Soporte a HTML5.
- Cumple con los estándares XHTML y CSS.
- Cumple Accesibilidad.
- Enfocado a la usabilidad
- Soporte de canal RSS, y opcional vía producto adicional soporte a ATOM.
- Edición de las páginas en tiempo real y en contexto.
- Operaciones sobre el contenido como Cortar / Copiar / Pegar.
- Reordenación de los contenidos con Drag and drop.
- Diversos modo de presentación de los contenidos.
- Motor de workflow integrado.
- Configuración del flujo de trabajo de forma localizada.
- Soporte a Copia de Trabajo, mas Workflows, aplicar y rechazar revisiones del documento.
- La utilización adecuada de carpetas virtuales y "flujos de trabajo" le permiten adaptarse a múltiples funciones (por ejemplo, como CRM).
- Comprobación de la integridad de enlaces y referencias.
- Bloqueo automático y desbloqueo de documentos.
- Soporta comportamiento tipo Wiki.
- Mecanismos de colaboración en la construcción colectiva de contenidos.
- Compartir documentos de otros usuarios y otorgar permisos específicos.
- Aporte a discusiones y comentarios de cualquier tipo de contenido, opcional se integra con el servicio Disqus.
- Gestión del histórico de reversiones de documento, con posibilidad de comparar versiones y la anulación de cambios realizados.
- Indexación completa de texto de documentos Word y PDF.
- Colecciones / Carpetas inteligentes de los criterios de búsqueda definidos.
- Navegación dinámica y un mapa del sitio dinámico en el archivo sitemaps.xml + árboles contenido.
- Soporte para múltiples formatos de marcado.
- Generación de navegación anterior / siguiente automáticamente.
- Motor de reglas de contenido.
- Generación automática de tablas de contenido.
- Motor de Portlets.
- Soporte, desarrollo, hosting y capacitación a través de más de 300 de proveedores de servicios a nivel mundial.
- Altos niveles de seguridad.
- Motor de búsqueda integrado, indexación en tiempo real (todo el contenido están indexados).
- LiveSearch en portlet.
- Resultados en la página de búsqueda se muestran dinámicamente mostrado a medida que usted escribe.
- Gestión de contenido multilingüe.
- Localización de la interfaz en modo nativo.
- Publicación y caducidad de contenidos basada en fechas específicas.
- Direcciones URL legibles por humanos.
- Editor gráfico de páginas.
- Reducción de tamaño de los recursos multimedia.
- Modulable a través de productos adicionales, evolutivo y fácilmente personalizable.
- Arquitectura abierta y escalable.
- Autenticación del back-end a través de PAS / LDAP / SSO / Auth_tkt.
- Administración de encabezados HTML para caching.
- Integración con proxy Caché.
- Exportaciones de archivos en formato XML con configuraciones de sitios.
- Plantillas ajustables en contenido.
- Los tipos de contenido estándar.
- El contenido se formatean automáticamente para ser impreso.
- Generación de miniaturas y ampliación automática de las imágenes.
- Soporte a formatos de Vídeo a través Plumi.
- Paquetes de instalación para múltiples plataformas.
- Soporta Microformatos.
- Soporta WebDAV[18] y FTP.[19]
- Brinda soporte de copia de seguridad.

### Filosofía del desarrollo
Plone es construido sobre una arquitectura de componentes reutilizables. Numerosas extensiones que permiten desplegar los componentes de oficio específicos.
El modelo de desarrollo de Plone (Zope en realidad) sigue un diseño orientado a aspectos muy bien implementado. Esto posibilita que aspectos como la seguridad, la presentación, la gestión de errores, workflow o transacciones sean tratados "ortogonalmente" sin estorbarse.
El sistema de plantillas utilizado para la capa de presentación es también extraordinario, ya que le permite crear etiquetas propias de marcado como las conocidas taglibs.

### Integración a los sistemas heterogéneos
La integración a los sistemas existentes es fácil, ya sea la autentificación (LDAP, SQL, sistema operativo), sobre el principio de la autentificación única del usuario, el usuario accede al conjunto de los servicios del sitio después de su identificación. El almacenamiento de los datos están definidos en una base de datos integrada o SGBD externa como  PostgreSQL, Oracle, MS SQL, Sybase, MySQL), entre otros.

### Almacenamiento de datos
Gran parte del mérito de Zope/Plone lo tuvo la arriesgada decisión de fundar los pilares de la aplicación en una base de datos de objetos enlazados como la ZODB (en contraposición a una base de datos relacional). Esta decisión a largo plazo se mostró altamente acertada y permite un desarrollo mucho más natural ya que el modelo relacional falla cuando el esquema es "difuso", algo común en un sistema documental donde el objeto base, el documento, no tiene un esquema sólido y definido. Para que todo pueda funcionar en la práctica se requería sin embargo un sistema de indexación muy potente para poder ejecutar búsquedas o recorrer la "red de objetos" rápidamente.

### Motor de Búsqueda
El sistema de indexación fue implementado de nuevo con gran éxito hasta el punto que el mismo permite hacer "búsquedas en tiempo real" aún en bases de datos con decenas de Gigabytes y crear carpetas inteligentes (búsquedas almacenadas que el usuario ve como una carpeta de contenido) con un tiempo de respuesta extremadamente rápido (décimas de segundo en bases de datos de más de un gigabytes).

### Instalación y configuración
La instalación de Plone es fácil por la independencia a cada sistema operativo (Linux, Windows, Mac OS X, BSD, Solaris). Su configuración se hace sobre la base de scripts de políticas de personalización.

### Motor de Flujo de trabajo
El motor de Flujo de trabajo (workflow) reproduce los procesos burocráticos de su organización, permite que los documentos (incluyendo los usuarios) estén basados en estados los cuales pueden disparar tipo de acciones.

### Seguridad
Sobre la seguridad, Plone pone a disposición de los usuarios roles y grupos con mucha flexibilidad. También es posible manejar localmente la seguridad y no solamente al nivel del conjunto del sistema. Es decir un usuario puede ser administrador de la zona "/financiero" al tiempo que sólo es miembro restringido de "/soporte".

### Interfaz de Usuario
Plone se centra en el contenido (o documento) como unidad central de trabajo ofreciendo una alta productividad a sus usuarios, que no se ven distraídos por menús y barras de herramientas "laberínticas" como en herramientas ofimáticas convencionales. El acento es puesto en una interfaz de usuarios agradable e intuitiva: numerosas pruebas de usabilidad fueron efectuadas para comprobar su eficacia.
La interfaz de Plone es compatible con los estándares de CSS y de XHTML. El uso intensivo de CSS permite beneficiar a una interfaz ligera. En nativo, cada página del sitio es optimizada para la impresión. También cada página tiene su propio modo de visualización.

### Lenguajes usados
Plone es principalmente desarrollado en Python. Se usan, además, otros lenguajes en el proyecto.
A continuación una lista que resume los lenguajes usados en Plone, como esta aparece en el sitio de ohloh del proyecto Plone:
- Python 54%

- JavaScript 27%

- XML 12%

- Otros 7%

En la categoría de "Otros" se incluyen HTML, Perl, AWK, Make y otras más.

## Comunidad
La comunidad alrededor de Plone tienen muchos actores que cumplen muchas funciones que a continuación describimos:

### Desarrolladores
Para enero de 2013 cuenta con 441 desarrolladores de núcleo de Plone en todo el mundo.

### Soporte
Para enero de 2013 cuenta con soporte comercial por 377 proveedores de servicios en 123 países en todo el mundo, adicionalmente ofrece otros medios de asistencia técnica por medio del Plone Support Center, que ofrece soporte vía chat IRC, soporte comunitario por medio de grupos activistas de Plone en tu región y capacitación ofrecida por los proveedores de servicios comercial.

### Miembros de la Fundación Plone
Para enero de 2013 cuenta con 125 miembros de la Fundación, si quieres formar parte de la Fundación Plone puedes llenar su solicitud cumpliendo con los requerimientos necesarios.

### Patrocinadores
Para enero de 2013 la Fundación Plone posee más de 10[¿cuántos?] patrocinadores que proporcionan apoyo monetario incluyendo Google, OpenID Foundation y Computer Associates.

### Implementaciones
Para febrero de 2014 cuenta con 2382 sitios web construido con Plone incluyendo:
1. FBI
2. CIA
3. Amnistía Internacional
4. Gobierno de Brasil
5. Discover Magazine
6. NASA
7. Nokia
8. La Free Software Foundation
9. Universidad de Yale

### Productos / Addons / Módulos
La comunidad soporta y distribuye miles de módulos vía sitios web de proveedores de servicios pero la mayoría están en el PYPI y www.plone.org. Los cantidad de paquetes publicados hasta la fecha de febrero de 2014 son de 2727 vía PYPI para personalizar Plone.

## Distribuciones basadas en Plone
Una distribución Plone consiste en un paquete de diferentes productos configurados previamente y / o modificados y que dan solución a una necesidad específica. La ventaja de trabajar con distribuciones es la facilidad en tener una solución completa funcionando en poco tiempo y poder seguir contando con la flexibilidad de Plone que permite agregar nuevos productos y reconfigurar los existentes a la medida, en diferentes áreas como las que a continuación se en listan:

### Gobierno electrónico
- Project Portfolio Manager (PPM), es una aplicativo para cualquier organización que desee un framework para administración de proyectos y propuestas de estos mismos, inicialmente desarrollado por la comunidad PloneGov Open eGov de EUA, actualmente el desarrollo es mantenido por la fundación Cenditel de Venezuela.

- Gestión de discusiones con PloneMeeting, una solución para gestión de reuniones, decisiones de las mismas para el sector de gobierno, desarrollada por la comunidad PloneGov CommunesPlone de Bélgica. Dispone un sitio demostrativo para comprender las capacidades técnicas de esta distribución.

- PloneTask, una solución para asignación y gestión de tareas, que se puede integrar perfectamente con PloneMeeting para el seguimiento de las decisiones tomadas a través de PloneMeeting, decisiones de las mismas para el sector de gobierno, desarrollada por la comunidad PloneGov CommunesPlone de Bélgica.

### Intranet / Enterprise 2.0
- Ploomcake, una distribución de Plone para escenarios diferentes como sitios web de noticias, portal de colaboración, intranets, etc. Dispone el código fuente en Github, para estudiar y comprender las capacidades técnicas de esta distribución.

- Cyn.in Archivado el 13 de abril de 2010 en Wayback Machine., una plataforma de trabajo grupal alternativa a SharePoint de Microsoft. Dispone el código fuente en Github, para estudiar y comprender las capacidades técnicas de esta distribución.

- OpenCore Software, Es una línea de base común de herramientas de colaboración para ayudar a los grupos de trabajo colectivo, incluidos los espacios de colaboración con los wikis, las listas de correo a través de Listen que integra la administración de este servicio como un foro de discusión, bitácoras en línea a través de Deliverance y el sistema de Blog Wordpress y herramientas de gestión del equipo de trabajo y de sus roles. Dispone un servicio gratuito para usarlo para comprender las capacidades técnicas de esta distribución.

### Educación / E-learning
- PloneEdu, comunidad que ofrece una serie de productos que permiten crear sitios web para centros educativos en Plone. Dispone de instrucciones de como construir un sitios modelo para comprender las capacidades técnicas de esta distribución.

- EduCommons, una plataforma exclusiva a gestión de contenidos de aprendizaje OpenCourseWare para ofrecer los contenidos de las clases presenciales o a distancia alternativa el movimiento OWC en Plone. Dispone un sitio demostrativo para comprender las capacidades técnicas de esta distribución.

- EduComponents, una plataforma de acompañamiento y seguimientos estudiantil para clases presenciales y a distancia alternativa a un LMS en Plone como Moodle. Dispone un sitio demostrativo para comprender las capacidades técnicas de esta distribución.

### Comercio electrónico
- Open Tiendas, una plataforma de comercio electrónico basada en Plone.

### Artistas / Web 2.0
- Plumi, una plataforma que permite a los usuarios crear una sitio de intercambio de vídeo como alternativas no comerciales, de código abierto a los sitios de vídeo comerciales como YouTube. Dispone un sitio demostrativo para comprender las capacidades técnicas de esta distribución.
- Plone4Artists, una plataforma que permite la creación de sitios Web para artistas musicales, alternativa a MySpace.

### Dispositivos Móviles
- gomobile, una alternativa para hacer accesible Plone desde dispositivos móviles.
- Responsive theme for Plone, existe una serie de temas que son responsable con soporte a diversos dispositivos móviles en Plone.